# 日遠

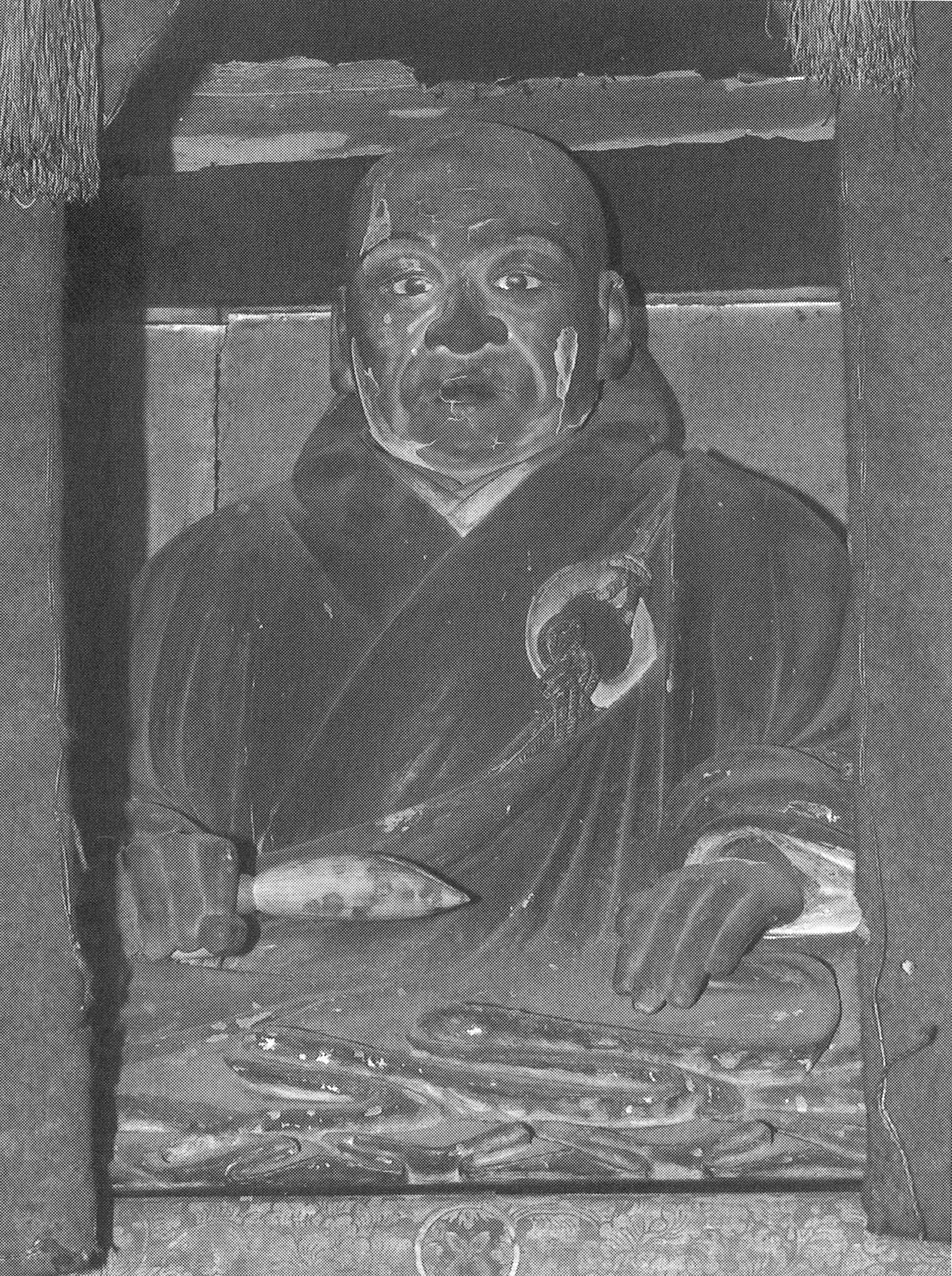
身延山北之坊安置　心性院日遠像（寛永19年作　身延町文化財）

日遠（にちおん、元亀3年（1572年） - 寛永19年3月5日（1642年4月4日））は、江戸時代前期の日蓮宗の僧。字は尭順。号は心性院、一道。姓は石井。京都の出身。

## 略歴
受布施の立場をとる本満寺の日重に師事した。徳川家康の側室・養珠院（お万の方）の帰依を受ける。
1600年（慶長5年）飯高檀林の講主となる。1608年（慶長13年）江戸城で行われた浄土宗と日蓮宗との宗論（慶長宗論）で日蓮宗は敗者となった。その後、徳川家康は「念仏無間」は経典にない空論として、日蓮宗の本山寺院に対して誓状の提出を迫った。日遠は日蓮の教えである「四箇格言」を捨てる訳にはいかず、誓状の提出を拒んだ。徳川家康は命令に逆らう謀反者として安倍川河原で磔刑に処そうとした。日遠に帰依していた養珠院は、徳川家康に嘆願し刑の執行は許された。慶長14年（1609年）には現在の身延町大野に本遠寺を創建した。本遠寺は後に養珠院を生母とする徳川頼宣・徳川頼房により整備され、養珠院の墓所が所在している。
1630年（寛永7年）江戸城で行われた受布施派と不受不施派との対論（身池対論）で不受不施派を破り、池上本門寺に入山した。1631年（寛永8年）鎌倉の不二庵に隠棲したが、養珠院をはじめ多くの信者が訪れたという。